# Mallomus ciliatus
Mallomus ciliatus là một loài bướm đêm trong họ Geometridae.